# مایلز بانی
مایلز بانی (انگلیسی: Myles Boney؛ زادهٔ ۱ فوریهٔ ۱۹۹۸) بازیکن فوتبال اهل بریتانیا است.
از باشگاه‌هایی که در آن بازی کرده‌است می‌توان به باشگاه فوتبال بلکپول اشاره کرد.